# Shorty the Pimp
| Críticas profissionais | Críticas profissionais |
| Avaliações da crítica  | Avaliações da crítica  |
| Fonte                  | Avaliação              |
| ---------------------- | ---------------------- |
| Allmusic               | [ 1 ]                  |

Shorty the Pimp é o sétimo álbum de estúdio do rapper Too Short, lançado em 1992. Cinco canções foram produzidas por Ant Banks, quatro pelo próprio Too Short e uma por D'wayne Wiggins.
O título do álbum é o mesmo de um filme blaxploitation de 1973, estrelando um personagem do mesmo nome. A primeira faixa usa um sample da canção tema do filme; a trilha sonora do filme foi mais tarde coletada no álbum de funk Shorty the Pimp de Don Julian & The Larks (que atuam no filme).
O álbum estreou no múmero 6 do gráfico de posições Billboard 200, com 82,000 cópias vendidas na semana de lançamento, e depois foi ganhou o certificado de platina da RIAA.

## Estilo e temas
As canções 3, 4 & 8 são 'canções obcenas' rimadas no estilo único de Too Short. A quinta canção é sobre Oakland. A sexta canção é sobre policiais corruptos. A sétima é sobre tietes. A canção número 10 é sobre ser um gangster. A canção 11 tem a participação dos rappers da Bay Area The Dangerous Crew, que é Ant Banks, Pooh-Man & Goldy, e tem 11 minutos de duração.

## Lista de faixas
1. "Intro: Shorty The Pimp" -:42
2. "In The Trunk" -5:49
3. "I Ain't Nothin' But A Dog" -4:49
4. "Hoes" -6:22
5. "No Love From Oakland" -8:25
6. "I Want To Be Free (That's The Truth)" -5:48
7. "Hoochie" (featuring D'wayne Wiggins) -4:19
8. "Step Daddy" 4:22
9. "It Don't Stop" -4:21
10. "So You Want To Be A Gangster" -4:04
11. "Something To Ride To" (featuring Ant Banks, Pooh-Man & Goldy) -11:57
12. "Extra Dangerous Thanks" -4:19

## Posições nas paradas
| Parada                 | Posição |
| ---------------------- | ------- |
| Billboard 200          | # 6     |
| Top R&B/Hip-Hop Albums | # 11    |

## Singles
I Want To Be Free
| Parada                           | Posição |
| -------------------------------- | ------- |
| Hot R&B/Hip-Hop Singles & Tracks | # 41    |
| Hot Rap Singles                  | # 5     |

In The Trunk
| Parada          | Posição |
| --------------- | ------- |
| Hot Rap Singles | # 23    |